# Parachanda
Parachanda is een geslacht van vlinders van de familie bladrollers (Tortricidae), uit de onderfamilie Olethreutinae.

## Soorten
- P. phantastis Meyrick, 1927
- P. polycosma Meyrick, 1930